# Barraca de la zona del Mas de la Fam VII
La Barraca de la zona del Mas de la Fam VII és una obra del Pla de Santa Maria (Alt Camp) inclosa a l'Inventari del Patrimoni Arquitectònic de Catalunya.

## Descripció
És una gran construcció amb una llargada de façana de 11'40m. i 3'15m d'alçada. Interiorment consta de dues estances amb cimunicació interior. S'accedeix a l'interior mitjançant un portal acabat amb una llinda protegida amb un arc de descàrrega. En entrar trobarem a la dreta un portal d'accés a l'estable. És una estança de 2'75m. de fondària per 1'82m. d'amplada. La seva alçada màxima és de 2'80m. obrada amb falsa cúpula.
L'estança principal està obrada amb el sistema d'aproximació de filades paral·leles que clouen a dalt quan coincideixen ambdós costats. Té una fondària de 2'48m. i una amplada de 5'13m. La seva alçada màxima és de 3'50m.
A l'exterior i a la seva banda esquerra disposa de paravents amb menjadora.